# モリカノン
モリカノン（2月11日 -  ）は日本のタレント、TikToker、グラビアアイドル。北海道札幌市出身。血液型はO型。
アリスプロジェクトの女性アイドルグループ（仮面女子、アリス十番、ぴゅあふる）の元メンバーである。

## 略歴
2010年12月1日、アリスプロジェクトに入所。その後「ぴゅあふる」「アリス十番」のメンバーとして活動。
2013年4月9日、自身の公式アメーバブログにてお昼頃に車に轢き逃げされたことを報告。 轢き逃げの被害は全治2 - 3週間であり、出演する予定だったライブを休演することになったと報告している。
2015年11月23日、仮面女子のワンマンライブをさいたまスーパーアリーナで行う。1万5000人を動員した。
2018年7月7日、「仮面女子」「アリス十番」を卒業することを発表。約7年半のアイドル活動に終止符を打った。同年7月17日に所属事務所を退所。
2019年3月、株式会社アローズエンタテイメントに所属し、芸能活動を続けることを報告する。5月2日、元事務所との確執を日刊スポーツに「出禁になっていてライブに行けない」と明かす。7月10日 - 15日、舞台「花街花魁クロニクル」に出演。11月15日、モリ自身のTwitterにて株式会社アローズエンタテイメントを退所することを発表。約8ヵ月間の所属期間となった。
2022年9月17日、ぴゅあふる・アリス十番の元メンバーでアリスプロジェクトの運営会社クリーブラッツのマネージャーを務めた月村麗華の『退社式』（会場：浅草公会堂）に、旧芸名の森カノン名義で「仮面女子☆OG」の一人として出演。

## 出演

### 舞台
- 「花街花魁クロニクル」（2019年7月10日 - 15日、草月ホール）[11]

### 配信
- 仮面女子 森カノンと愉快な仲間たちwith堤下 （AbemaTVFresh!）
- ゴッドエンジンJr. （LINE LIVE）
- 仮面女子とももちの井戸端会議 （YouTube live）
- アリスプロジェクトのODAIBAジャック！ （ODAIBA.TV）
- クロちゃんのAKIBAでダイブ！（＠TV）
- クロちゃんとアリス十番のAKIBAでダイブ！ （あっ!とおどろく放送局）
- 競輪アプリ「TIPSTAR」（2021年10月11日）[12] - 「元最強地下アイドル三銃士」の1人として出演
- 21LIVE オフィシャルライバーに就任（2021年10月13日 - ）[2]

### テレビ
- 磨けよ乙女ッ！〜Shinng Magic〜 （TOKYO MX）
- バイキング （フジテレビ）
- 鬼斬仮面女子のツボ （テレビ東京）
- 仮面女子のやっぱ全力だね〜！（テレビ東京）
- 水トク！世界がビビる夜 （TBSテレビ）
- なりきり仮面女子 （TOKYO MX）
- ゴッドエンジン （TOKYO MX）
- 聞いてた話と違います！（フジテレビ）
- プロレスのススメ （サムライTV）
- MusicBirth+ （TBSテレビ）
- 城島茂の週末ナビ ココイコ（テレビ朝日）
- 全力坂 （テレビ朝日）
- FUTURE TRACKS→R （テレビ朝日）
- 月刊Melodix! （テレビ東京）
- 女子☆ブロ （テレビ東京）
- ソフトくりぃむ （テレビ朝日）
- スッキリ!! （日本テレビ）
- キョクターン （TBSテレビ）
- 世界の恐怖映像2012！超凄い！ありえない！春の絶叫祭り最強SP （TBSテレビ）
- 現金王～キャッシュキング～ （フジテレビ）
- 終電バイバイ （TBSドラマNEO）

### ラジオ
- ドランクドラゴン鈴木拓宅 （2016年12月11日、TBSラジオ）- 第11回ゲスト出演[13]
- スペシャRISE↑ （2017年1月23日・30日、bayFM）[14]
- アリス十番のDEATH☆TROY NIGHT!（2013年4月1日 - 6月24日、NACK5）[15][16][17] - メインパーソナリティ
- スギちゃんのラジオ（サンミュージックFM）[18]

## 出版

### 連載
- 「月刊少年チャンピオン」（2012年 - 2013年、秋田書店）
- 「Best Gear」（徳間書店）

### 書籍
- 「J-POP GIRLS キュン！」（トラッシュ）